# Парк на мира (Сиатъл)
Паркът на мира е парк, разположен в университетския квартал на Сиатъл, Вашингтон, на ъгъла на 40-а улица и 9-о авеню, в северния край на Университетския мост. Изграждането му е замислено и ръководено от Флойд Шмоу, носител на наградата за мир в Хирошима през 1988 г., и е посветено на 6 август 1990 г., 45 години след атомната бомбардировка над Хирошима, там се намира бронзова статуя на Садако Сасаки в естествен размер, изваяна от Дарил Смит. Негова е и старуята на Джими Хендрикс „The Electric Lady Studio Guitar“ в същия град.
Ученици и други хора от град Сиатъл често поставят нанизи от хартиени жерави на мира върху статуята, очевидно следвайки японския обичай на Thousand Origami Cranes.

## Историческо значение
Парковете на мира, които също са известни като трансгранични защитени зони (TCA), обикновено са зони, които са места, където се празнуват и почитат движенията и усилията за мир. Те съществуват в много части на света.
Паркът на мира в Сиатъл, който се намира близо до Университетския мост, някога е бил неизползвана зона, използвана за струпване на земни маси. С подкрепата на общността и Флойд Шмоу доброволците успяват да създадат парка до настоящия му вид.
Усилията да се запълни пространството под статуята с жерави на мира, идват от собствения опит на Садако да сгъне 1000 оригами на жерави. Въпреки че почива, след като прави 644 жерава, нейната история вдъхновява хората около нея да продължат работата, която е започнала. Жеравът оригами, който на японски се превежда като оризуру, има голямо културно значение. Смята се, че изработването на 1000 жерава ще изпълни целите и мечтите на човека и по-късно се счита за мирно усилие в чест на Садако.

## Създаване
Създаването на парка на мира в Сиатъл е резултат на работата и усилията на Флойд Шмоу, който превръща визията си за парка в реалност през 1990 г. В по-ранните си години Шмоу е известен като квакерски мирен активист, който посвещава живота си на това да помага на другите. Шмоу завършва Вашингтонския университет (UW) с диплома по лесовъдство. Той посвещава значително време, за да помогне на своята общност и на състуденти от университета. По-специално, той помага на много японски американци, които са интернирани по време на Втората световна война. Той основава American Friends Service Committee (AFSC), който има за цел да подпомага японски американски студенти, засегнати от Изпълнителна заповед 9066. Тази заповед, подписана и издадена по време на Втората световна война от президента на Съединените щати Франклин Д. Рузвелт на 19 февруари 1942 г., разрешава принудителното отстраняване на всички лица, смятани за заплаха за националната сигурност от Западното крайбрежие към „центрове за преместване“ по-навътре в страната – което води до интерниране на японски американци. През целия си живот Шмоу продължава с личната си мисия да помага на другите и работи за разчистването на това празно място близо до Университета на Вашингтон. През годините и с помощта на общността това води до създаването на Парк на мира.
Неговите постижения в общностите, на които служи, му печелят най-високото гражданско отличие в Япония. Флойд почива през 2001 г. на 105-годишна възраст.

## Статуя на Садако Сасаки
Садако Сасаки и нейното семейство са живели в Хирошима, Япония, когато над града са пуснати бомбите от B-29 от Съединените щати. На двегодишна възраст семейството ѝ успява да избегне пожарите от бомбардировките и се опитва да пресъздаде живота, който някога са имали. Нейното семейство, наред с други, страда много след бомбардировките, включително финансово и от болести. На 12-годишна възраст Садако е диагностицирана с левкемия, която вероятно е резултат от радиоактивността на отломките, останали след бомбардировките. Въпреки болестта си, Садако е щастливо дете и това лесно се вижда от хората около нея. По време на хоспитализацията си тя започва да прави жерави оригами и си поставя за цел да направи поне 1000. Това по-късно стимулира нейните връстници и семейството да последват нейните стъпки, като почитат любовта ѝ към оригами жеравите, живота и един по-добър свят.
Паркът на мира в Сиатъл не е единственото място, почитащо Садако: статуя на Садако се намира и в Мемориалния парк на мира в Хирошима.

### Вандализъм и реставрация
В края на 2003 г. статуята е вандализирана, оставяйки щети по глезена и отрязана дясна ръка на статуята. След като статуята е вандализирана през декември 2003 г., редица хора, включително семейството на Садако, искат статуята да бъде преместена в по-силно охранявания Green Lake Park. В крайна сметка отделът за паркове в Сиатъл решава, че статуята трябва да остане в Парка на мира и след реставрация тя е върната там в средата на януари 2005 г. Статуята по-късно е възстановена, след като общността прави дарение за нейния ремонт и провжда празник, продължаващ да почита наследството на Садако.
През 2008 г. Паркът на мира е реновиран от Seattle Parks and Recreation. Това включва нови допълнения като тротоари, стълби и пътеки, които свързват други обществени паркове и пътеки, като Чешиахуд Лейк Юниън Лууп.
Статуята отново е вандализирана през септември 2012 г., но е ремонтирана повторно.